# 屈帶擬霜尺蛾
屈帶擬霜尺蛾（学名：Psilalcis diorthogonia）为尺蛾科擬霜尺蛾屬下的一个种。